# فرد ماهر
فرد ماهر (بالإنجليزية: Fred Maher)‏ هو ملحن ومنتج أسطوانات أمريكي، ولد في 1964 في مانهاتن في الولايات المتحدة.

## وصلات خارجية
- فرد ماهر على موقع IMDb (الإنجليزية)
- فرد ماهر على موقع ميوزك برينز (الإنجليزية)
- فرد ماهر على موقع أول ميوزيك (الإنجليزية)
- فرد ماهر على موقع ديسكوغز (الإنجليزية)
- فرد ماهر على موقع قاعدة بيانات الفيلم (الإنجليزية)